# Friederike Pusch
Friederike Pusch (* 20. Juni 1905 in Staßfurt; † 9. Dezember 1980 in Beckendorf-Neindorf) war eine deutsche Psychiaterin und Neurologin, die an Medizinverbrechen im Rahmen der Kinder-Euthanasie beteiligt war.

## Leben
Die Offizierstochter schloss nach dem Abitur eine Ausbildung zur medizinisch-technische Assistentin ab und war danach in ihrem Beruf am Pharmakologischen Institut der Universität Leipzig beschäftigt. Anschließend absolvierte sie von 1930 bis 1935 ein Medizinstudium an den Universitäten Freiburg, Innsbruck und Leipzig. Nach der Machtergreifung der Nationalsozialisten trat sie noch während ihrer Studienzeit zum 1. Mai 1933 der NSDAP bei (Mitgliedsnummer 2.987.945). Nach Studienende war sie bis 1938 an der Landesanstalt Potsdam als Assistenzärztin tätig, wo sie die Sondererziehungsabteilung mit dem Assistenzarzt Werner Röhricht leitete. Währenddessen wurde sie 1936 approbiert und 1937 an der Universität Leipzig zum Dr. med. promoviert.
Pusch wechselte 1938 als Oberärztin an die Landesanstalt Görden in Brandenburg an der Havel, wo sie zunächst die Fürsorge- und schließlich eine Säuglingsabteilung leitete. Im Fall des geistig und körperlich zurückgebliebenen Günther E. wies Petra Fuchs Puschs Beteiligung an der NS-Euthanasie nach. In einer von Anstaltsleiter Hans Heinze und Pusch unterzeichneten Stellungnahme ohne Datum wird zu E. folgendes ausgeführt: Er entstamme „einer erblich belasteten Sippe. Seine Geschwister sind in der hiesigen Anstalt untergebracht, eine Schwester leidet an mongoloider Idiotie. G. befindet sich seit 1936 in Anstalten. […] G. ist kaum als bildungsfähig anzusehen. Günther leidet an angeborenem Schwachsinn im Sinne des Sterilisationsgesetzes. Er ist dauernd anstaltspflegebedürftig“. Danach folgt zum 21. Mai 1940 der Eintrag: „Wird heute auf Verfügung des Reichskommissars in eine andere Anstalt verlegt“. Diese Eintragung markiert das Todesdatum des zehnjährigen Günther, der an diesem Tag durch Gas im Zuchthaus Brandenburg ermordet wurde. Die Krankenakte enthält auch einen von Heinze unterzeichneten Meldebogen der Aktion T4. Fuchs nimmt an, dass Günthers Ermordung im Zusammenhang mit Forschungsinteressen steht: Zur Erforschung des „Schwachsinns“ wurden minderjährige Insassen der Landesanstalt Görden ermordet um „anschließend die Gehirne dieser Mädchen und Jungen wissenschaftlich zu untersuchen und auszuwerten“.
Schließlich war sie ab Sommer 1940 in der Kinderfachabteilung der Landesanstalt Görden tätig, wo im Rahmen der Kinder-Euthanasie Minderjährige Opfer von Medizinverbrechen wurden. Sie arbeitete ab 1941 mit dem Reichsausschuß zur wissenschaftlichen Erfassung von erb- und anlagebedingten schweren Leiden zusammen. Im Juli 1942 folgte sie in der Landesanstalt Görden Ernst Illing als Abteilungsleiterin der Kinderfachabteilung nach, wo sie eng mit dem Anstaltsleiter Hans Heinze kooperierte und zusammen mit ihm für die Tötungen auf der Station verantwortlich war. Sie blieb in dieser Funktion bis zum Ende des Zweiten Weltkrieges. In ihren Aufgabenbereich gehörte es auch, „Ärzte anderer Kinderfachabteilungen in die Tötungsmethode einzuführen." Aus der Zeugenaussage eines Hospitanten lässt sich auf die in den Krankengeschichten nicht dokumentierten Tötungsvarianten schließen: Diese [Fr. Pusch, d. Verf.] hat mir erklärt, wie sie die Kindereuthanasie handhabe (Einschläfern mit Luminaltabletten und Spritzen) […] Darüber hinaus dürften auch die Nichtbehandlung von Krankheiten und eine systematische Unterversorgung für die enorm hohe Sterberate unter den Gördener Reichsausschuss-Kindern verantwortlich gewesen sein“.
Im Juli/August 1943 absolvierte Pusch eine neuro-histologische Ausbildung bei Julius Hallervorden am Kaiser-Wilhelm-Institut für Hirnforschung. Spätestens seit diesem Zeitpunkt widmete sie sich auch der pathologischen Grundlagen- und Begleitforschung. Aus der Prosektur an der Landesanstalt Görden sandte Pusch noch nach der Befreiung vom Nationalsozialismus im Juli 1945 „organisches Material“ – d. h. Gehirne der Euthanasieopfer – an Hallervorden nach Dillenburg-Gießen, wohin das Kaiser-Wilhelm-Institut für Hirnforschung ausgelagert worden war.
Pusch blieb zunächst an der Landesanstalt Görden tätig und leitete dort nun die Kinder- und Jugendabteilung. Sie wurde Ende 1947 an die Landesanstalt Neuruppin versetzt, wo sie 1948 ihr Beschäftigungsverhältnis kündigte. Ab 1949 war die an der Universitätsnervenklinik Halle tätig. Ende der 1950er Jahre wechselte sie an die Neuropsychiatrische Abteilung der Poliklinik Blankenburg. Nach dem 1968 erfolgten Eintritt in den Ruhestand war sie noch bis Ende der 1970er Jahre für die psychiatrische Beratungsstelle in Wernigerode tätig.
Pusch wurde zur Tötung der minderjährigen Euthanasieopfer strafrechtlich weder belangt noch verhört. Das MfS führte im Fall Pusch zwar Untersuchungen durch, jedoch ohne Einleitung weiterer Maßnahmen. Hintergrund war das Rechtshilfeersuchen eines Untersuchungsrichters aus Frankfurt am Main, dem eine Pusch belastende Zeugenaussage vorlag. Aufgrund dessen hatte dieser sich im November 1964 erfolglos an die zuständige Staatsanwaltschaft der DDR gewandt.